# سیارک ۱۹۴۵۳
سیارک ۱۹۴۵۳ (به انگلیسی: 19453 Murdochorne، نامگذاری:1998FM126) نوزده هزار و چهارصد و پنجاه و سومین سیارک کشف شده‌است که در ۲۸ مارس ۱۹۹۸ کشف شد.
قدر مطلق سیارک برابر ۱۵٫۴۰ است.